# Französisches Pfarrhaus (Biel)

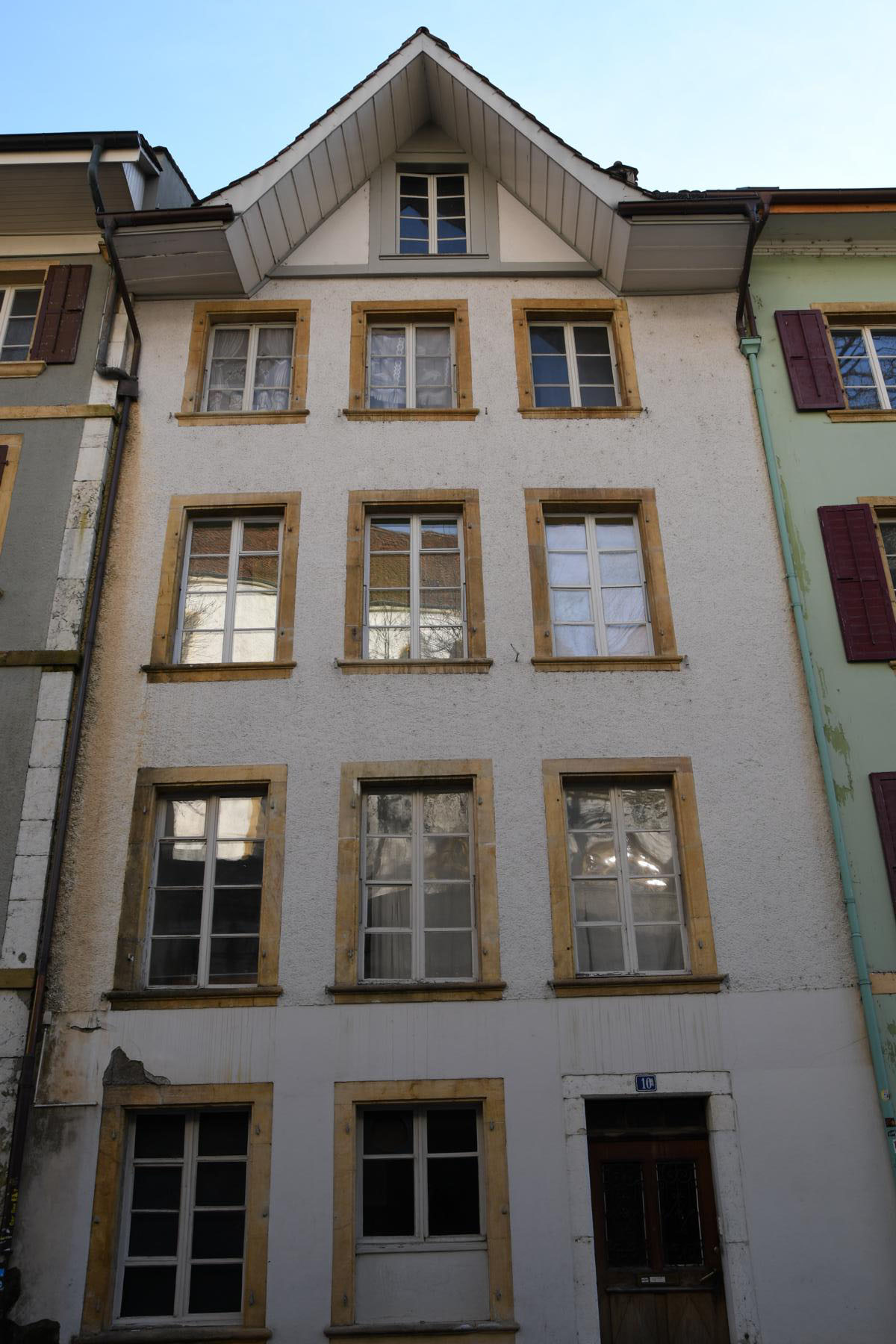
Gassenseitige Ansicht des Hauses, 2020

Das ehemalige französische Pfarrhaus in Biel (französisch Bienne) im Kanton Bern in der Schweiz ist ein um 1750 «tief greifend» umgebautes Gebäude. Es steht seit 2003/2006 unter Denkmalschutz.

## Lage
Das Bauwerk in der Untergasse (Rue Basse) «10» liegt im Quartier Altstadt (Vieille ville, Baugruppe A). Der moderne rückwärtige Anbau trägt an der Kanalgasse die Nummer «31». Die Wohn- und Geschäftshäuser der Untergasse sind in der Regel denkmalgeschützt und Teil des Ortsbildes von nationaler Bedeutung im Inventar der schützenswerten Ortsbilder der Schweiz. Oberhalb liegt die reformierte Stadtkirche. Entlang der Kanalgasse wurden neuzeitliche Geschäfts- und Gewerbebauten errichtet.

## Geschichte
Die Häuser von Ober- und Untergasse wurden im Zuge der Stadterweiterung gegen Ende des 13. Jahrhunderts errichtet. Das ehemalige Pfarrhaus der französisch-reformierten Kirche (paroisse française) ist möglicherweise im Kern spätmittelalterlich. Da das Gebäude 1734 laut Quellenberichten wegen Baufälligkeit unbewohnbar war, wurde es um 1750 «tief greifend» umgebaut. Im Vorgängerbau des Nachbarhauses Untergasse «12» wohnte Ende Oktober 1765 Jean-Jacques Rousseau einige Tage in der Stadt. Eine zweisprachige Gedenktafel erinnert an seinen Aufenthalt. Heinrich Pestalozzi war zeitweise Hauslehrer im Pfarrhaus mit der Nummer «4», später diente es einige Zeit als «Centralbad».
Das Haus Untergasse «10» wurde 2003 als «schützenswert» in das «Bauinventar» der Denkmalpflege des Kantons rechtswirksam aufgenommen und mit Vertrag vom 7. Februar 2006 unter Schutz gestellt. Das «qualitätvolle Haus ist ein wichtiges Element im Strassenzug». Kulturgüter-Objekte der «Kategorie C» wurden (Stand: Oktober 2023) noch nicht veröffentlicht.

## Beschreibung

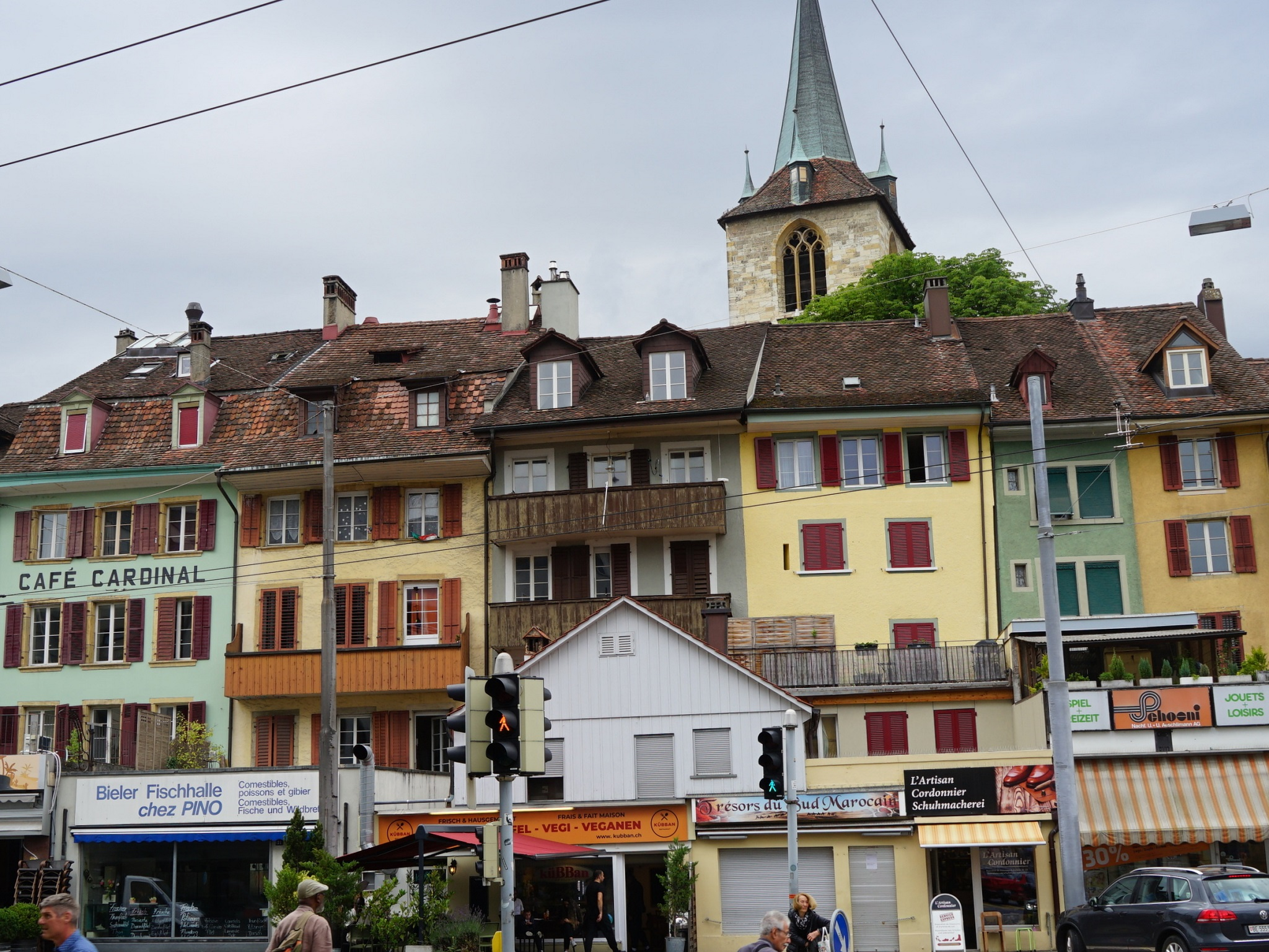
Kanalgasse 31/Untergasse 10 ist das Haus rechts neben dem «Café Cardinal», 2022

Das Gebäude ist ein «stattlicher» barocker Putzbau mit vier Geschossen und drei Fensterachsen. Die «schlichte» Fassade zur Untergasse zeigt Fensterbänke mit Wulstprofi aus gelblichem Jurakalkstein. Die Fenster haben ihre alte Teilung, ihre Läden fehlen. Die Haustür zur Untergasse gilt als «sehr schön» und von weissem Jurakalkstein gerahmt. Das  «schöne» Mansartdach [sic!] hat vermutlich einen gemeinsamen Dachstuhl mit dem Nachbarhaus Nummer «8» und zeigt gassenseitig einen Aufzuggiebel. Die Rückseite zur Kanalgasse wird durch eine «Laube» im zweiten Obergeschoss geprägt.
Bei Veränderungen kann die vorgeschriebene Bauuntersuchung Auskunft über den Vorgängerbau geben. Rückseitig sind Veränderungen mit Auflagen möglich.

## Belege
1. 1 2 3 4 5 6  Denkmalpflege des Kantons Bern: Biel/Bienne, Untergasse 10. In: Bauinventar des Kantons Bern. Kanton Bern, abgerufen am 18. Januar 2024.
2. 1 2  Denkmalpflege des Kantons Bern: Biel/Bienne, Kanalgasse 31. In: Bauinventar des Kantons Bern. Kanton Bern, abgerufen am 18. Januar 2024.
3. 1 2  Développement de l’agglomération. In: Ortsbildaufnahme ISOS 10002 (französisch, PDF, 18,9 MB, abgerufen am 31. Oktober 2023). S. 38.

Koordinaten: 47° 8′ 27,8″ N, 7° 14′ 49,5″ O; CH1903: 585470 / 221138